# Bulbophyllum subpatulum
Bulbophyllum subpatulum là một loài phong lan thuộc chi Bulbophyllum.